# Bäcklövmätare
Bäcklövmätare (Scopula corrivalaria) är en fjärilsart som beskrevs av Kretschmar 1862. Bäcklövmätare ingår i släktet Scopula och familjen mätare, Geometridae. Enligt den finländska rödlistan är arten starkt hotad i Finland. Arten är inte påträffad i Sverige. Artens livsmiljö är strandängar vid sötvatten. En underart finns listad i Catalogue of Life, Scopula corrivalaria eccletica Prout, 1935.